# Eucles (insect)
Eucles is een geslacht van wandelende takken (Phasmatodea) uit de familie Pseudophasmatidae. De wetenschappelijke naam van dit geslacht is voor het eerst geldig gepubliceerd in 1906 door Redtenbacher.

## Soorten
Het geslacht Eucles omvat de volgende soorten:
- Eucles bifasciatus Redtenbacher, 1906
- Eucles imperialis Redtenbacher, 1906
- Eucles intermedius Redtenbacher, 1906
- Eucles unicolor Carl, 1913